# 千田葉月
千田 葉月（せんだ はづき、8月11日 - ）は、日本の女性声優、歌手。東京都出身。PUGNUSに所属していた。

## 略歴
2019年、「ゾイド」シリーズ『ゾイドワイルド ZERO』のサリー・ランド役でアニメ作品デビュー。2019年8月時点で現役の大学生である。また、電通ミュージック・アンド・エンタテインメントより同作のエンディングテーマ「ヒカリ」で歌手デビュー。
2023年現在、所属していたPUGNUSにプロフィールページが確認できなくなっている。

## 人物
趣味・特技はハンモックでの読書、バドミントンをそれぞれ挙げている。

## 出演
太字はメインキャラクター。

### テレビアニメ
- ゾイドワイルド ZERO（2019年 - 2020年、サリー・ランド[5]）
- Engage Kiss（2022年、オペレーター）
- うちの会社の小さい先輩の話（2023年、レポーター）

### ゲーム
- ゴシックは魔法乙女〜さっさと契約しなさい!〜（2017年、レイン/Ray'n[6]）
- 夜、灯す（2020年、武沢麻理乃[7]）

### ラジオ
※はインターネット配信。
- 千田と日笠のゾイドワイルド ZEROラジオ（2020年、音泉※）[8]

## ディスコグラフィ

### 配信楽曲
| 配信開始日    | タイトル   | 備考 |
| ------------- | ---------- | ---- |
| 2019年11月1日 | ヒカリ     |      |
| 2020年8月11日 | 名もなき旅 |      |

### タイアップ曲
| 楽曲       | タイアップ                                            | 時期   |
| ---------- | ----------------------------------------------------- | ------ |
| ヒカリ     | テレビアニメ『ゾイドワイルド ZERO』エンディングテーマ | 2019年 |
| 名もなき旅 | テレビアニメ『ゾイドワイルド ZERO』エンディングテーマ | 2020年 |